# Kewet (distrikt i Etiopien)
Kewet är ett distrikt i Etiopien.   Det ligger i regionen Amhara, i den centrala delen av landet, 170 km nordost om huvudstaden Addis Abeba.